# Шоринофон

Шоринофон — созданная А. Ф. Шориным в СССР в 1931 году система механической записи звука на стандартную 35-мм целлулоидную киноленту с помощью иглы. Сталинская премия первой степени (1941).
В портативный аппарат вставлялась кассета с закольцованной лентой. Запись производилась резцом, колеблющимся в поперечном направлении, который наносил на целлулоид звуковую канавку. После прохода кольца плёнки резец смещался по ширине ленты и записывал следующую дорожку, всего более 50. На плёнку длиной 300 метров помещалось 8 часов записи. Воспроизведение звука производилось на том же аппарате, для этого вместо резца нужно было установить корундовую иглу. Тиражирование записей не предусматривалось.

## Применение
Сигналы ракет Р-05 с высотой подъёма 50 км в ракетной программе (начало работ 1931 г.), записывались с помощью шоринофона.
В 1933 г. на первомайской демонстрации в Москве прозвучало поздравление К. Э. Циолковского, записанное на шоринофоне.
Оперативное использование при подготовке радиопередач началось в 1936 году.
Портативные шоринофоны (т. н. «репортажные шоринофоны»), появившиеся в 1940 году, намного расширили возможность применения записи на радио и позволили сохранить репортажные записи, сделанные во время Великой Отечественной войны.